# آیدا، درخت و خنجر و خاطره
آیدا، درخت و خنجر و خاطره عنوان مجموعه شعری است از احمد شاملو شاعر معاصر ایرانی که بین سال‌های ۴۳ تا ۴۴ خورشیدی منتشر شد. از مهم‌ترین شعرهای این کتاب می‌توان به چهار شبانه دوستش می‌دارم…، دریغا دره سرسبز…، من مرگ را دیده‌ام…، رود قصیده بامدادی…، با گیاه بیابان…، و نیز از قفس، شکاف، غزلی در نتوانستن، و از مرگ من سخن گفتم اشاره کرد.